# イアン・ジャクソン
イアン・ジャクソン（Ian Jackson）は、長期に亘り自由ソフトウェアの作成、並びにDebianに携わる開発者。

## 経歴・人物
Debianのパッケージ管理システム、dpkgを（Cでリライトし）作り上げた人物であり、その他、SAUCE、uservそしてDebianのバグ追跡システム（debbugs, BTS）の開発者である。以前、Linux FAQのメンテナンスをしていた。またPuTTYやその他のソフトウェアのホスティングで有名なサーバ、chiark.greenend.org.ukの管理者である。
ケンブリッジ大学にて計算機科学の博士号を取得し、現在シトリックス・システムズに勤務している。過去には、カノニカルそしてnCipherコーポレーションにて働いていた。
1998年1月、Debianプロジェクトリーダーに就任した。彼がリーダーの間に、Debian GNU/Linux 2.0（コードネーム：hamm）がリリースされた。現在、Debian技術委員会（Debian Technical Committee）の委員である。1998年から1999年の間、Software in the Public Interestの副会長、のちに会長の職に就いていた。
1999年、Debianプロジェクトリーダーはウィヘルト・アッカーマンが引き継いだ。イアンは後ほどdpkgのメンテナンスもウィヘルトに引き渡した。

## 発言
好戦的で、過激な人格に思えるようならごめんなさいね。しかし、これが私のいつものやり方なのです。(I'm sorry if the following sounds combative and excessively personal, but that's my general style.)—イアン・ジャクソン